# レアンドロ・コロネル
レアンドロ・コロネル（Leandro Coronel、1988年2月10日 - ）は、アルゼンチン・ブエノスアイレス州モロン出身の元サッカー選手。現役時代のポジションはMF (CH,DMF)。

## 経歴
CAベレス・サルスフィエルドの下部組織出身。2007年4月15日、CAバンフィエルド戦でデビューした。2009年4月18日、アルセナルFC戦で初得点した。
2005年にアルゼンチンU-17代表に選出された。2009年、トゥーロン国際大会のメンバーに選出された。